# تیوآوان
تیوآوان (به لاتین: Tivaouane Department) یک منطقهٔ مسکونی در سنگال است که در منطقه تی‌یس واقع شده‌است. تیوآوان ۳٬۱۲۱ کیلومتر مربع مساحت و ۴۵۲٬۱۷۲ نفر جمعیت دارد.